# VM i orientering
Verdensmesterskab i orientering (engelsk: World Orienteering Championships, fork. WOC) er det officielle verdensmesterskab i orientering. Det blev for første gang afholdt i 1966 i den finske by Fiskars. I perioden 1966-2003 blev stævnet afholdt hvert andet år, dog både i 1978 og 1979. Siden 2003 har det været en årlig begivenhed. Deltagende lande skal være medlem af det Internationale Orienterings-Forbund (IOF).
Ved stævnet konkurreres der i fire forskellige discipliner, en langdistance, en mellemdistance, en sprintdistance og en stafet. Oprindeligt var der kun to discipliner, klassisk og stafet. I 1991 kom der en kort distance med, som dog i 2003 blev erstattet af en mellemdistance. I 2001 kom sprintorientering med på programmet.
Siden 1990 har der været afholdt et særskilt Junior-VM.

## Format
Programmet for et VM i orientering har ændret sig meget gennem årene. Tilbage i 1966 bestod den kun af to konkurrencer, stafet og individuelt løb. Ved VM 1991 i Tjekkoslovakiet, blev programmet udvidet til også at omfatte en kort distance (med en vindertid på omkring 25 min) og klassisk distance, som erstattede den individuelle. Programmet blev sidste gang ændret i 2003, og VM har nu følgende discipliner (med tilhørende kvalifikationer):
- Sprint – cirka tre kilometer for begge køn(løbes på 12 – 15 minutter)

- Mellem – cirka 6-7 kilometer for mænd og 4,5-6 kilometer for kvinder(løbes på cirka 30 minutter for begge).

- Lang – cirka 15-18 kilometer for mænd (løbes på 90 – 100 minutter) og 9-12 kilometer for kvinder (løbes på 70-75 minutter).

- Stafet – (tilbagelægges på cirka 3 x 45 minutter).

Der må ifølge IOF retningslinjer pr. 1. juni 2009 deltage 14 deltagere fra hvert nationalt forbund, som skal være ligeligt fordelt på syv kvinder og syv mænd.

### Nyt mesterskabskoncept
IOF har til hensigt at ændre formatet for VM i de kommende år, til det formål at øge interessen for både tilskuere og tv. Bl.a. har man valgt at øge antallet af medaljer, ved at oprette en mix-stafet. Der er også lagt op til at begrænse antallet af kvalifikationer til én, som skal være sprintdisciplinen.
På IOF's generalforsamling Lausanne i 2012 blev det besluttet at tilføje Spritstafet til programmet, der er en såkaldt knock-out-sprint, til programmet. Det planlægges at indføre det til programmet ved VM i Italien i 2014.

## Historie
IOF blev dannet den 21. maj 1961, på en kongres i København mellem de nationale forbund i Bulgarien, Tjekkoslovakiet, Danmark, Forbundsrepublikken Tyskland, Den Tyske Demokratiske Republik, Finland, Ungarn, Norge, Sverige og Schweiz. Formålet var at standardisering sporten, herunder blev der nedsat et udvalg, der skulle forberede ensartede internationale konkurrenceregler. Ved den efterfølgende kongres i 1963 i Leipzig, blev udvalgets arbejde godkendt, og udvalget blev derefter omdannet til en teknisk komité.
| Simone Niggli-Luder jubler over sejren på langdistance, VM 2012 |  | Simone Niggli-Luder jubler over sejren på langdistance, VM 2012 |
| Simone Niggli-Luder jubler over sejren på langdistance, VM 2012 |  | Danske Emma Klingenberg fører ved starten på VM Stafet 2012.    |

| Thierry Gueorgiou i opløbet ved VM i Lausanne, Schweiz. |  | Thierry Gueorgiou i opløbet ved VM i Lausanne, Schweiz. |
| Thierry Gueorgiou i opløbet ved VM i Lausanne, Schweiz. |  |                                                         |

Det første skridt til en international konkurrence var taget. Det første til, at der i 1962 blev afholdt den første internationale konkurrence, der fik status af EM, ved byen Løten i Norge. Ved konkurrencen var der kun én disciplin, klassisk orientering, med deltagelse af atleter fra flere europæiske lande. Kortet var i målestokket 1:25.000 topografisk, hvor mændene skulle konkurrere på en 16,7 km bane med 13 poster, og kvinderne på en bane der var 7,5 og med syv poster. Ved EM året efter i Le Brassus, Schweiz blev stafet en del af programmet for første gang.
EM betragtes som forløberen til VM. På den tredje IOF-kongres, der fandt sted i Bulgarien 1965, blev det besluttet at omdøbe EM til World Cup, selvom de 11 medlemslande i IOF på daværende tidspunkt var lokaliseret i Europa.
I dag tæller IOF 74 medlemslande. VM i skiorientering blev første gang afholdt i Finland, 1975, mens det første VM i MTB-orientering blev afholdt i Frankrig i 2002.

### Liste over værtslande
| År   | Datoer                | Sted                                  |
| ---- | --------------------- | ------------------------------------- |
| 1966 | 1-2. oktober          | Fiskars, Finland                      |
| 1968 | 28-29. september      | Linköping, Sverige                    |
| 1970 | 27–29. september      | Friedrichroda, Østtyskland            |
| 1972 | 14–16. september      | Staré Splavy (Doksy), Tjekkoslovakiet |
| 1974 | 20–22. september      | Silkeborg/Viborg, Danmark             |
| 1976 | 24–26. september      | Aviemore, Storbritannien              |
| 1978 | 15–17. september      | Kongsberg, Norge                      |
| 1979 | 2–4. september        | Tampere, Finland                      |
| 1981 | 4–6. september        | Thun, Schweiz                         |
| 1983 | 1–4. september        | Zalaegerszeg, Ungarn                  |
| 1985 | 4–6. september        | Bendigo, Australien                   |
| 1987 | 3–5. september        | Gérardmer, Frankrig                   |
| 1989 | 17–20. august         | Skövde, Sverige                       |
| 1991 | 21–25. august         | Mariánské Lázně, Tjekkoslovakiet      |
| 1993 | 9–14. oktober         | Harriman, New York, USA               |
| 1995 | 15–20. august         | Detmold, Tyskland                     |
| 1997 | 11–16. august         | Grimstad, Norge                       |
| 1999 | 1–8. august           | Inverness, Storbritannien             |
| 2001 | 29. juli – 4. august  | Tampere, Finland                      |
| 2003 | 3–9. august           | Rapperswil/Jona, Schweiz              |
| 2004 | 11–19. september      | Västerås, Sverige                     |
| 2005 | 9–15. august          | Aichi, Japan                          |
| 2006 | 1–5. august           | Aarhus/Silkeborg, Danmark             |
| 2007 | 18–26. august         | Kyiv, Ukraine                         |
| 2008 | 10–20. juli           | Olomouc, Tjekkiet                     |
| 2009 | 16–23. august         | Miskolc, Ungarn                       |
| 2010 | 8–15. august          | Trondheim, Norge                      |
| 2011 | 13–20. august         | Savoie, Frankrig                      |
| 2012 | 14–22. juli           | Lausanne, Schweiz                     |
| 2013 | 6–14. juli            | Vuokatti, Finland                     |
| 2014 | 5–13. juli            | Asiago-Lavarone, Italien              |
| 2015 | 1-7. august           | Inverness, Storbritannien             |
| 2016 | 20.-28. august        | Strömstad/Tanum, Sverige              |
| 2017 |                       | Otepää, Estland                       |
| 2018 | 4.-11. august         | Riga, Letland                         |
| 2019 | 13.-17. august        | Østfold, Norge                        |
| 2020 | -                     | Udsat til 2022                        |
| 2021 | 4.-9. juli            | Doksy, Tjekkiet                       |
| 2022 | 26.-30. juni          | Trekantsområder, Danmark              |
| 2023 | 11.-16. juli          | Flims/Laax, Schweiz                   |
| 2024 | 12.-16. juli          | Edinburght, Skotland                  |
| 2025 | 23.-29. juli          | Kuopio, Finland                       |
| 2026 | Offentliggøres senere | Genova, Italien                       |

## Statistik
| Nr. | Land           | Guld | Sølv | Bronze | Totalt |
| 1.  | Sverige        | 42   | 46   | 42     | 130    |
| 2.  | Norge          | 39   | 39   | 39     | 117    |
| 3.  | Schweiz        | 35   | 20   | 26     | 81     |
| 4.  | Finland        | 23   | 38   | 26     | 87     |
| 5.  | Frankrig       | 10   | 2    | 6      | 18     |
| 6.  | Rusland        | 6    | 8    | 8      | 22     |
| 7.  | Tjekkiet       | 5    | 9    | 13     | 27     |
| 8.  | Danmark        | 4    | 4    | 5      | 13     |
| 9.  | Storbritannien | 3    | 3    | 4      | 10     |
| 10. | Ungarn         | 3    | 1    | 2      | 6      |
| 11. | Ukraine        | 1    | 2    | 0      | 3      |
| 12. | Østrig         | 1    | 1    | 0      | 2      |
| 13. | Letland        | 1    | 0    | 1      | 2      |
| 14. | Australien     | 1    | 0    | 0      | 1      |
| 15. | Tyskland       | 0    | 0    | 1      | 1      |
| 16. | Italien        | 0    | 0    | 1      | 1      |

## Resultater
Tekst mangler, hjælp os med at skrive teksten

### Fodnote
1. ↑  Det findes nogle enkelte kilder, der nævner at der skulle have fundet en stafet sted - dette var dog ikke et officielt element.